# 贝奥斯特
贝奥斯特（法語：Béost，法語發音：[beɔst]）是法国大西洋比利牛斯省的一个市镇，属于奥洛龙-圣玛丽区。

## 地理
贝奥斯特（42°59'35"N, 0°24'50"W）面积43.5 平方千米，位于法国新阿基坦大区大西洋比利牛斯省，该省份为法国东南部省份，涵盖了贝阿恩与北巴斯克，西临大西洋比斯開灣，北至朗德省，东北接热尔省，东临上比利牛斯省，南与西班牙接壤。
与贝奥斯特接壤的市镇（或旧市镇、城区）包括：欧博讷、拉兰斯、卢维苏比龙、阿尔贝奥斯特、阿朗斯-马尔苏斯。
贝奥斯特的时区为UTC+01:00、UTC+02:00（夏令时）。

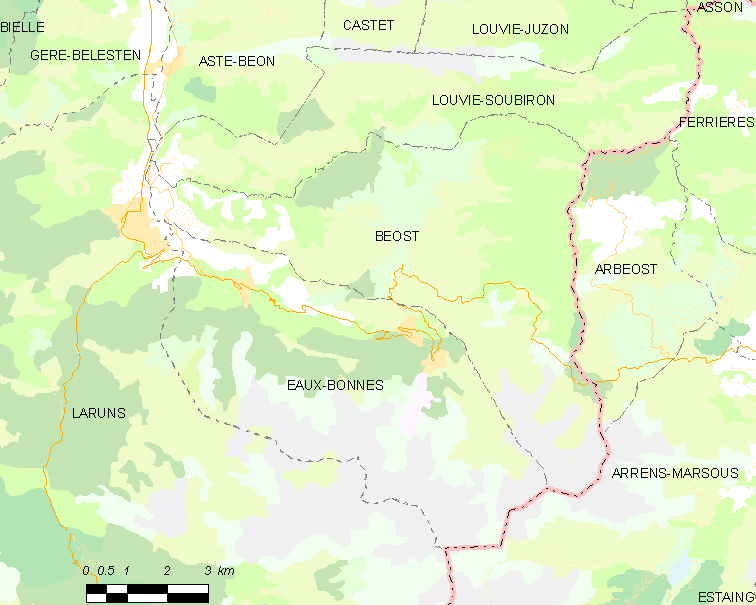
贝奥斯特的OSM定位图

## 行政
贝奥斯特的邮政编码为64440，INSEE市镇编码为64110。

## 政治
贝奥斯特所属的省级选区为奥洛龙-圣玛丽第二县。

## 人口

1962-2008年间贝奥斯特人口变化图示

贝奥斯特于2022年1月1日时的人口数量为228人。